# Ooststellingwerf

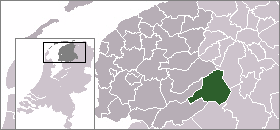
Ooststellingwerfs läge

Ooststellingwerf (fy. Eaststellingwerf) är en kommun i provinsen Friesland i Nederländerna. Kommunens totala area är 226,08 km² (där 1,70 km² är vatten) och invånarantalet är på 26 484 invånare (2005).